# Nadleśnictwo Barycz
Nadleśnictwo Barycz – jednostka organizacyjna Lasów Państwowych podległa Regionalnej Dyrekcji Lasów Państwowych w Radomiu. Siedziba nadleśnictwa znajduje się w Baryczy, w powiecie koneckim, w województwie świętokrzyskim.
Nadleśnictwo obejmuje część powiatów koneckiego w województwie świętokrzyskim i przysuskiego w województwie mazowieckim.

## Historia
Nadleśnictwo Barycz powstało 1 stycznia 1959. Objęło ono część lasów okolicznych nadleśnictw. Najważniejszymi terenami, dla których jednostka powstała, był były poligon wojskowy, o powierzchni ok. 4000 ha. Poligon ten powstał w XIX w. i służył wojsku do 1957. W latach 1951–1953 w celu jego rozbudowy, dobrowolnie lub pod przymusem przesiedlono 1739 rodzin, likwidując całe wsie. W wyniku zaniechania planów rozbudowy poligonu i jego zamknięcia, Nadleśnictwo Barycz zwróciło część terenów wysiedlonym rodzinom. Pozostały obszar w latach 1960 - 1975 zalesiono. Współcześnie w lasach nadleśnictwa można spotkać pozostałości dawnych wsi: pozostałości budynków, studnie oraz drzewa owocowe. W każdej z wysiedlonych byłych wsi sołeckich nadleśnictwo postawiło krzyż, z tablicą z nazwą wsi.
1 stycznia 1973 tereny nadleśnictwa zostały powiększone o lasy z okolicznych nadleśnictw, w tym Nadleśnictwa Piła włączonego w całości. Kolejne zmiany zaszły w 1978, gdy odłączono obręb Radoszyce, przyłączając go do Nadleśnictwa Ruda Maleniecka oraz przyłączono obręb Niekłań z Nadleśnictwa Przysucha. Kolejna zmiana granic miała miejsce 31 grudnia 1992, gdy od Nadleśnictwa Barycz odłączono Nadleśnictwo Stąporków oraz przyłączono obręb Barycz z Nadleśnictwa Przysucha.
Powierzchnia nadleśnictwa wynosi 13 521, 59 ha.

## Ochrona przyrody
Na terenie nadleśnictwa brak jest rezerwatów przyrody.

## Drzewostany
Typy siedliskowe lasów nadleśnictwa (z ich udziałem procentowym):
- bory 68,02%
- lasy i olsy 31,98%

Gatunki lasotwórcze lasów nadleśnictwa (z ich procentowym udziałem powierzchniowym):
- sosna 87,9%
- brzoza 4,9%
- modrzew 2,5%
- olsza 2,0%
- dąb 1,2%
- świerk 1,1%
- inne <1%